# Звіринецька вулиця (Київ)
Звірине́цька ву́лиця — вулиця в Печерському районі міста Києва, місцевості Звіринець, Бусове поле. Пролягає від Садово-Ботанічної вулиці (двічі, утворюючи напівкільце).
Прилучаються вулиці Ржищівська, Омелютинська, Дубенська, Олени Степанів, Володимира Короткевича, Вільшанська, Правобережна, Миколи Соловцова (двічі), Сорочинська (двічі), провулки Вільшанський, Паризький, Сніжнянський, Новоселицький, Ясеневий, Кленовий та Звіринецький.

## Історія
Вулиця виникла у 1-й половині XX століття під назвою 246-та Нова, з 1944 року — Новозвіринецька. Сучасна назва — з другої половини 1950-х років, від місцевості Звіринець.
За Генеральним планом Києва 1935 року Звіринецьку вулицю мали значно розширити, перетворивши її на трасу, що з'єднувала би Печерськ і район сучасної Видубицької розв'язки, а також у даній місцевості планували звести низку науково-дослідних інститутів. Однак ці плани так і не були втілені в життя.

## Забудова
Садибну забудову вздовж останнього кварталу сучасної Звіринецької вулиці фіксує ще мапа Києва 1925 року. У 1930-х роках, із зростанням населення місцевість між вулицями Звіринецькою та Тимірязєвською починає активно забудовуватися малоповерховими садибами, у кварталі між вулицями Звіринецькою, Буслівською, Правобережною і Соловцова зводять п'ять двоповерхових будинків на кілька квартир, втім, знесених у 1960–80-х роках. У 1958 році на Звіринецькій збудували перший у даній місцевості триповерховий житловий будинок (№ 65-А), ще один такий будинок звели у 1962 році (№ 63). Наступного, 1963 року під № 65 збудували перший в даній місцевості п'ятиповерховий житловий будинок за типовим проєктом 1-438-5 (буд. № 65), у 1974 році — перший десятиповерховий із нежитловим першим поверхом будинок за проєктом Діпроміста 1-447С-25 (буд. № 63-А). У 1980 році поруч, під № 61, за проєктом 1-464А-51 КиївЗНДІЕП побудували ще один житловий дев'ятиповерховий будинок.
За незалежної України висотне будівництво на Звіринецькій вулиці продовжилося: у 1998 році тут звели перший у даній місцині 15-поверховий будинок (№ 61-А), у 2008 році під № 51 збудували найвищий (станом на 2021 рік) будинок у цій місцевості — житловий комплекс «Тріумф» (інша назва — «Звіринецькі вежі»), що складається із секцій на 14 і 25 поверхів, у 2013 році — дев'ятиповерховий житловий будинок за адресою Звіринецька, 47. Під № 72 з середини 2010-х зводиться 24-поверховий із 6-рівневим паркінгом у стилобаті житловий комплекс Edelweiss House.

## Додатково
- Назву Звіринецька вулиця деякий час мала вулиця Єжи Ґедройця.
- Звіринецька вулиця є своєрідним «піонером» забудови: тут збудували першу в цій місцевості триповерхівку, першу п'ятиповерхівку, першу десятиповерхівку, перший висотний будинок на 15 поверхів, а також житловий комплекс «Тріумф», який станом на 2021 рік є найвищим будинком у цьому мікрорайоні[6].